# Ronde van Duitsland 1922
De Grote prijs van Duitsland 1922 was de tweede editie van de Ronde van Duitsland. De titelverdediger was Hans Ludwig, die elf jaar eerder de eerste editie won. Dit jaar ging de zege naar Adolf Huschke, die drie van de vier etappes op zijn naam schreef. De overige etappe werd gewonnen door zijn broer Richard Huschke. Adolf Huschke was er elf jaar eerder ook bij en werd toen tweede in het klassement achter Ludwig. In tegenstelling tot de vorige editie werd het klassement op tijd beslist en niet op punten.

## Etappenschema
| Etappe | Datum  | Start – Finish    | km    | Etappewinnaar   | Klassementleider |
| ------ | ------ | ----------------- | ----- | --------------- | ---------------- |
| 1      | 18 mei | Keulen – Aken     | 256,7 | Adolf Huschke   | Adolf Huschke    |
| 2      | mei    | Aken – Trier      | 253,3 | Adolf Huschke   | Adolf Huschke    |
| 3      | mei    | Trier – Mannheim  | 258,5 | Adolf Huschke   | Adolf Huschke    |
| 4      | 23 mei | Mannheim – Keulen | 274,8 | Richard Huschke | Adolf Huschke    |

## Eindklassement
|   | Renner          | Tijd        |
| - | --------------- | ----------- |
| 1 | Adolf Huschke   | 38h 33' 31" |
| 2 | Paul Kohl       | + 0' 22"    |
| 3 | Wilhelm Siewert | + 5' 25"    |